# Eugenia subreticulata
Eugenia subreticulata là một loài thực vật có hoa trong Họ Đào kim nương. Loài này được Glaz. mô tả khoa học đầu tiên năm 1905.